# 级别资历章
级别资历章是2007年至2023年间中国人民解放军和中国人民武装警察部队佩戴于07式军服的特有附件，外形类似于中国人民解放军55式军服的勋表，但并没有勋表的功用，仅可代表服役年限和任职级别。仅军官和文职干部可以使用，士兵则佩戴国防服役章。
《军人勋表管理规定》于2023年1月1日起正式施行，使用了十余年的级别资历章被逐步废除，被军人勋表替代。

## 起始
中国人民解放军在2007年开始使用级别资历章。
中国人民解放军虽然实行军衔制，但是军衔并不能完全体现军衔佩戴者的级别。比如：资深的副连长可以佩戴上尉军衔，而升迁较快的连长可能佩戴中尉军衔，导致中尉可以指挥上尉，而上尉必须服从中尉。这一现象在实行军衔制的军队中非常罕见。此外，中华人民共和国的荣誉制度长期处于空白状态，解放军此前也没有条例规定勋章奖章的略章如何佩戴，导致解放军成为世界上少数没有勋略制度的正规军队之一（刚果民主共和国国防军也是如此）。
基于此，中国人民解放军设计并配发了级别资历章以明确识别佩戴者的级别及服役年限。
一些军人把勋章、奖章、纪念章的略章排进了级别资历章里。例如，曾任联合国驻塞浦路斯维和部队司令的刘超少将在级别资历章中包括了金制国防服役纪念章的略章。

## 功用

### 表示任职级别
每排有三枚略章。从排数上可以确定基本级别，但不能确定是正职还是副职，其规则是：军委委员以上7排，大军区级6排，军级5排，师级4排，团级3排，营级2排，连、排级1排。
在最上一排的中间位置的略章被称为级别略章，其上附有星徽，形状为五角星，一颗表示副职（排级、军委委员以上除外），二颗表示正职。不同级别略章颜色不同，且星徽也分为黄色（军级及其以上级别）及银色（师级及其以下级别）。

### 表示军龄
除级别略章外的所有略章为军龄略章，表示在军中服役的时间。在这一点上，其功能类似于美国陆军、海军的军龄袖条，不过解放军的更为精确，因为美国陆军是3年增加一条杠，海军是4年一条。

## 略章列表
| 名称     | 类别                                                                 | 说明                                                 | 略章图示 | 颁行日期 |
| -------- | -------------------------------------------------------------------- | ---------------------------------------------------- | -------- | -------- |
| 级别略章 | 军委委员以上                                                         | 底色为柠檬黄色，中间为一颗被橄榄枝环绕的金星         |          | 2007年   |
| 级别略章 | 战区级（原大军区级）                                                 | 底色为橘黄色，一颗金星代表副职，两颗金星代表正职     |          | 2007年   |
| 级别略章 | 军级                                                                 | 底色为土黄色，一颗金星代表副职，两颗金星代表正职     |          | 2007年   |
| 级别略章 | 师级                                                                 | 底色为红色，一颗银星代表副职，两颗银星代表正职       |          | 2007年   |
| 级别略章 | 团级                                                                 | 底色为深紫色，一颗银星代表副职，两颗银星代表正职     |          | 2007年   |
| 级别略章 | 营级                                                                 | 底色为深蓝色，一颗银星代表副职，两颗银星代表正职     |          | 2007年   |
| 级别略章 | 连级                                                                 | 底色为浅蓝色，一颗银星代表副职，两颗银星代表正职     |          | 2007年   |
| 级别略章 | 排级                                                                 | 底色为草绿色，一颗银星                               |          | 2007年   |
| 军龄略章 | 一年章                                                               | 绿底，缀有双黄单红竖条                               |          | 2007年   |
| 军龄略章 | 二年章                                                               | 深蓝底，缀有双白竖条                                 |          | 2007年   |
| 军龄略章 | 三年章                                                               | 黄底，缀有三红竖条                                   |          | 2007年   |
| 军龄略章 | 四年章                                                               | 灰蓝底，缀有四黄竖条                                 |          | 2007年   |
| 军龄略章 | 五年章                                                               | 红、白、深蓝、黄、深绿五竖条                         |          | 2007年   |
| 军龄略章 | 十年章                                                               | 红、浅蓝、黄、浅绿、黄、深蓝、黄、深紫、黄、红十竖条 |          | 2007年   |
| 装饰略章 | 补充略章用于军龄略章不足以排满级别资历章架时的补充，应当尽量避免使用 | 浅灰色                                               |          | 2007年   |

## 图集

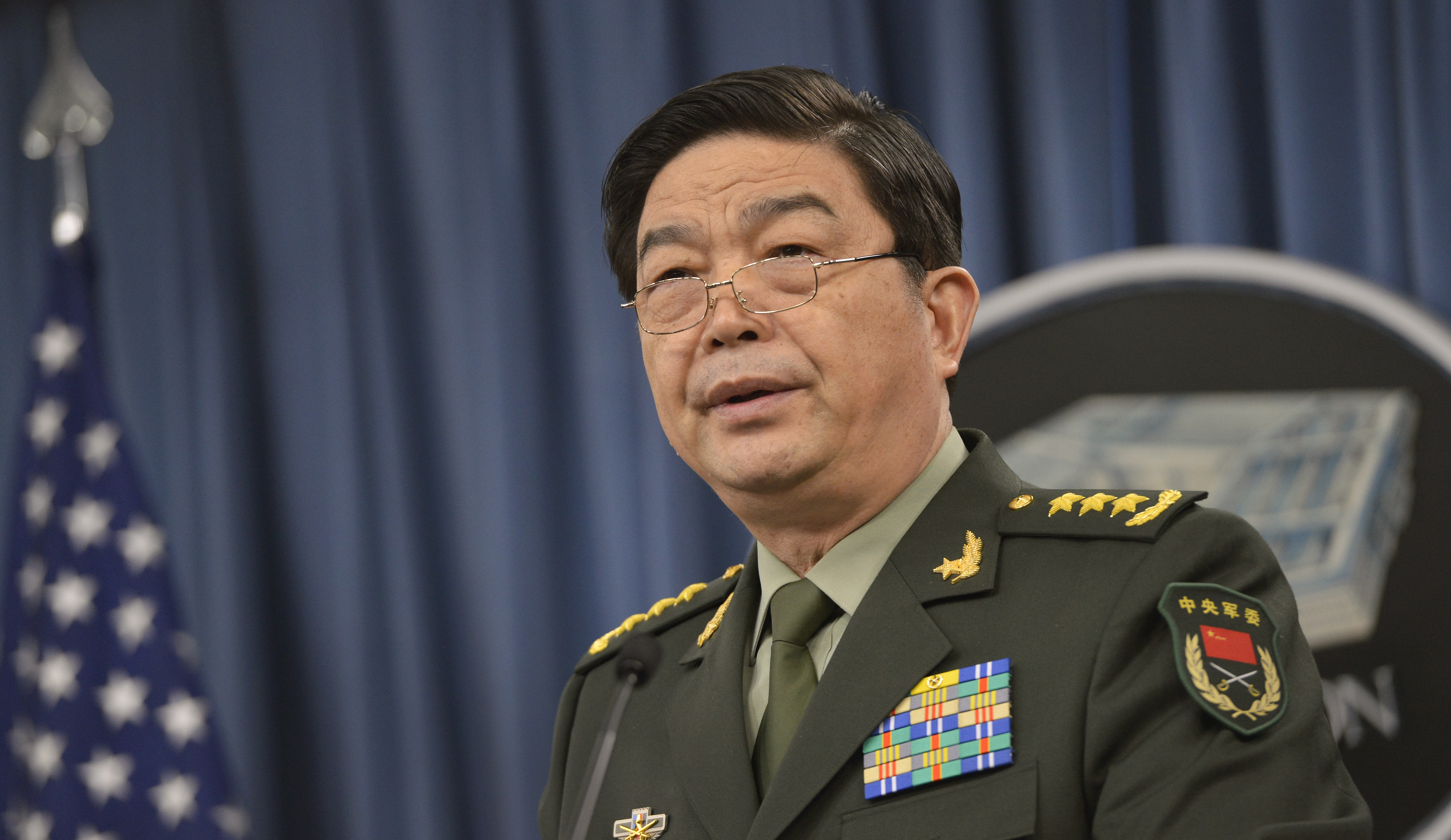
中央军委委员常万全上将，资历章表示其军委委员级别、46年军龄
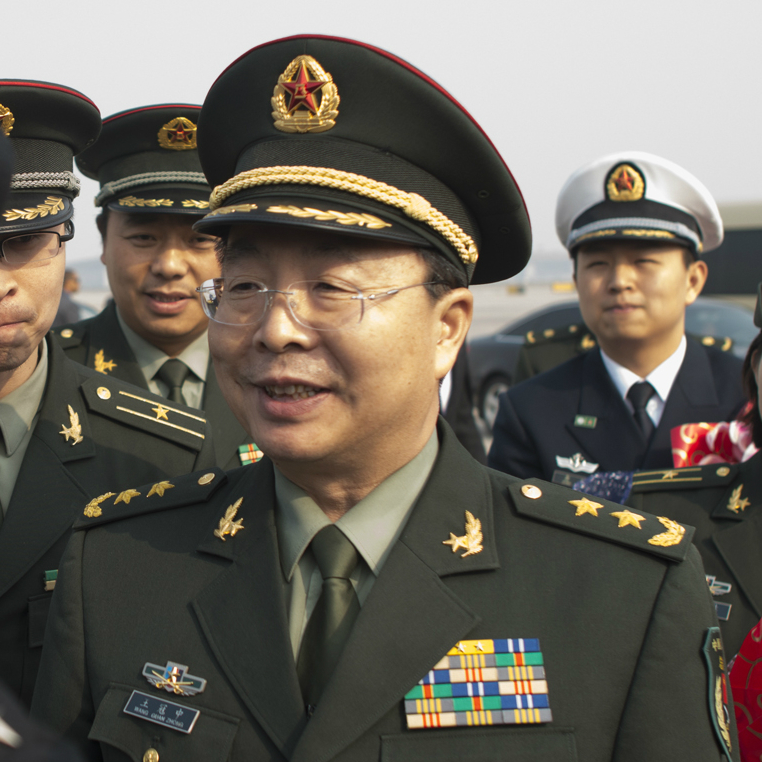
副总参谋长王冠中中将，资历章表示其正大军区职、44年军龄
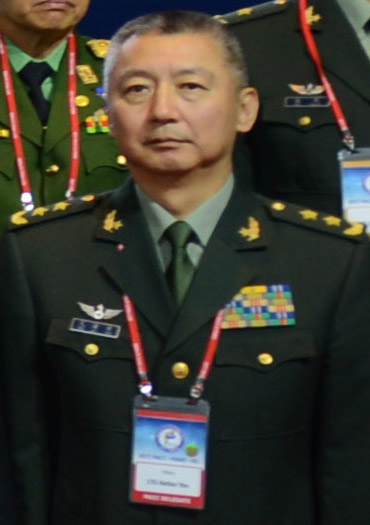
陆军副司令员尤海涛中将，资历章表示其副战区职、41年军龄